# Aloe cremnophila
Aloe cremnophila é uma espécie de liliopsida do gênero Aloe, pertencente à família Asphodelaceae.